# جورج ادوارد ديفيس
جورج إدوارد ديفيس (بالإنجليزية:George Edward Davis) (1850–1907) كيميائي بريطاني ويعتبر الأب المؤسس لقسم الهندسة الكيميائية.

## حياته
ولد في مدينة إيتون في مقاطعة باركشير في بالمملكة المتحدة في 27 يوليو 1850 ، درس ديفيس في معهد سلاو للميكانيكا أثناء عمله في أعمال الغاز المحلية ، ثم أمضى عامًا في الدراسة في رويال سكول أوف ماينز في لندن وهي الآن جزء من كلية لندن الإمبراطورية قبل أن يغادر للعمل في الصناعة الكيميائية في مدينة مانشستر ، والتي في ذلك الوقت كانت المركز الرئيسي للصناعات الكيماوية في المملكة المتحدة.
عمل ديفيس ككيميائي في شركة برايرلي وأولاده لمدة ثلاث سنوات، كما عمل كمفتش لقانون القلويات لعام 1863 ، وهو تشريع بيئي يتطلب من مصنعي الصودا تقليل كمية حمض الهيدروكلوريك الغازي المنبعث في الغلاف الجوي من مصانعهم، في عام 1872 كان يعمل كمدير لشركة ليتشفيلد الكيميائية في ستافوردشاير .
عمل كمستشار للصناعة الكيميائية بالاشتراك مع شقيقه ألفريد ، وأسس مجلة التجارة الكيميائية وحصل على 67 براءة اختراع ، بالإضافة إلى نشر الأوراق العلمية.
وكان أحد مؤسسي جمعية الصناعة الكيميائية في عام 1881 ، التي كان يريد أن يسميها جمعية الهندسة الكيميائية، وأنشئ مجلة نورثن مايكروسكوبست في عام 1881. 
توفي في 20 أبريل 1907 في ويست دولويتش وهي منطقة في جنوب لندن.

## المساهمة في الهندسة الكيميائية
حدد ديفيس سمات عامة مشتركة بين جميع المصانع الكيميائية وكتب كتابًا مؤثرًا كتيبًا للهندسة الكيميائية ، كما نشر سلسلة محاضرات شهيرة من 12 محاضرة ألقيت في عام 1888 في مدرسة مانشستر التقنية التي أصبحت معهد جامعة مانشستر للعلوم والتكنولوجيا، عرفت هذه المحاضرات الهندسة الكيميائية على أنها تخصص مستقل.
تم انتقاد محاضراته لكونها معرفة مشتركة حيث تم تصميمها حول ممارسات التشغيل التي تستخدمها الصناعات الكيميائية البريطانية، في هذا الوقت ، ومع ذلك في الولايات المتحدة ساعدت هذه المعلومات في بدء تفكير جديد في الصناعة الكيميائية ، بالإضافة إلى إطلاق برامج للحصول على درجة الهندسة الكيميائية في العديد من الجامعات في الولايات المتحدة.